# خرائط انتشار المرض
يحدث الانتشار المرضي عندما ينتقل المرض إلى مكان جديد. يشير هذا
اللفظ إلى أن المرض ينتشر، يتفشى بعيدا عن مركز أساسي. فكرة إظهار الانتشار المرضي
باستخدام أنماط التفشي تعتبر حديثة نسبيًّا مقارنة بطرق سابقة لتخطيط الأمراض
وانتشارها والتي مازالت تستعمل إلى اليوم. 
يُعدّد ريتوكونن أهداف تخطيط اتشار الأمراض ويصفها على أنها:
1-   وصف الانتشار المكاني المتنوع لمرض لصياغة فرضية سببية له.  
2-  التعرف على مجالات الخطر العالية لرفع إجراءات الوقاية.
3-  توفير خريطة خطر مرضي لمنطقة لتحسين الاستعدادات.
عمل
العالم تورستون هاقرستنراد على «موجات الابتكار» يمثل الأساسات للعديد
من الأجهزة المختصة في رسم الخرائط والجغرافيات الطبية التي تستعمل لتخطيط
الانتشار المكاني. الانتشار الخاص بمرض يوصف من خلال أربعة أقسام:
1-      الانتشار التوسعي.
2-      الانتشار المعدي.
3-      الانتشار الهرمي.
4-      الانتشار المتنقّل.
كذلك
يذكر كورنيلي وماك لافري الانتشار الشبكي والانتشار المختلط.
الانتشار
لمرض معدي يميل ليكون على شكل موجة، تنتشر من مصدر مركزي. يذكر العالم بايل حواجز
تبدي مقاومة لتقدم موجة الانتشار. والتي تتضمن لكن لا تُحَد ب: خصائص وظائفية جغرافية
(كالجبال والمُسطَّحاَّت المائية)، أو حدود سياسية، أو حواجز لغوية. ومع الأمراض الحاجز
قد يكون برامج تحكم مخلفة. الانتشار المرضي يمكن تعريفه بأنه التشتت الطبيعي على
الوقت والمترجم إلى رسم بياني على شكل حرف S ليظهر
مراحل الانتشار المرضي.
المراحل هي:
1-      التسرب [ المئين 
(ويعرف بالشريحة المئوية) الخامس والعشرون].   
2-      العدوى (المئين الخمسون).
3-      التشبع (المئين الخامس والسبعون).
وتتراجع
لحدود أكبر.

## أنواع انتشار المرض
الانتشار التوسعي: ويحدث لظاهرة عندما
تمتلك الظاهرة مركزا مرضيا يتفشى نحو مناطق جديدة˛ كتفشي النار فيما حولها.  
الانتشار المتنقّل: ويحدث عندما تهاجر هذه الظاهرة
و تنتشر في مناطق جديدة، تاركة وراءها مصدرها أو مصدر المرض.
الانتشار المعدي: هو انتشار
مرض معد من خلال الاتصال المباشر مع الأفراد المصابين.
الانتشار الهرمي: للمرض عندما
تنتشر ظاهرة من خلال تسلسل من الطبقات أو الأماكن.
الانتشار الشبكي:  يحدث عندما ينتشر المرض عن طريق الشبكات
الاجتماعية «مما يعكس الهيكلة الجغرافية والاجتماعية للتفاعلات البشرية».
الانتشار المختلط: هو مزيج من الانتشار
المعدي والانتشار الهرمي. يعتبر الإيدز مثال بارز في المجتمع الحديث كمرض انتشاره
مختلط، ينتشر في كثير من الأحيان على النمط الهرمي، والشبكة، وأنماط الانتشار
المعدي. 
أهمية رسم الخرائط ونظم
المعلومات الجغرافية أصبحت معروفة على نحو أفضل للمهنيين في مجال الصحة العامة
للمساعدة في مكافحة المرض حتى تصل إلى جهود الوقاية، والتي يمكن أن تساعد في تطوير
برامج التحصين والمناعة بشكل أفضل. نظم المعلومات الجغرافية يمثّل أداة ممتازة
تستخدم لتحديد الأنماط المكانية والمجالات الأساسية لانتقال المرض. يمكن لخرائط
المرض تمييز المناطق المنخفضة والعالية المخاطر، فضلا عن تسليط الضوء على العوامل
«الجسدية و / أو الاجتماعية والثقافية» والتي تسهم في تسبيب المرض. كما أن فهم كيفية انتشار مرض يعطي مسؤولي الصحة  فهمًا أكبر لكيفية تقديم خدمة أفضل للعامّة.